# María Teresa La Porte
María Teresa La Porte Fernández-Alfaro (Madrid, 18 de septiembre de 1961-Pamplona, 14 de enero de 2020) fue una profesora universitaria española, experta en Comunicación Internacional y para el Desarrollo y en Diplomacia Pública. Primera Decana de la Facultad de Comunicación de la Universidad de Navarra. Durante su mandato se internacionalizó la facultad.

## Actividad profesional

### Formación académica y docencia universitaria
Realizó sus estudios universitarios en la facultad de Ciencias de la Información de la Universidad de Navarra (1985), y posteriormente obtuvo el Doctorado (1991) con una tesis sobre La política europea del régimen de Franco (1957-1962).
En la Universidad pasó por varios puestos dentro de la Facultad de Comunicación: vicedecana de Investigación (1999-2002), de Relaciones Internacionales (2002-2005), y decana (2005-2008). Durante sus años como Decana de la facultad, —fue la primera mujer en ocupar ese puesto— adoptó los planes de estudio a los requisitos del Espacio Europeo de Educación Superior (Plan Bolonia), se inició el International Media Program (IMP) con el que se produjo la internacionalización de la Facultad, y la implantación de diversas medidas de mejora como los planes de autoevaluación.
Participó activamente en la extinta Conferencia de Decanos de Comunicación en relación con la implantación del Plan Bolonia. Colaboró como asesora en la puesta en marcha del Grado de Relaciones Internacionales de la FCOM.

### Investigación
Recibió una beca Fulbright (2009), la beca Salvador de Madariaga, otorgada por el Ministerio de Ciencia e Innovación y una beca otorgada por la OTAN (NATO Fellow). 
Buena parte de su investigación se desarrolló en diversas universidades y centros de investigación internacionales: Universidad de París-XII Valle del Marne, Centro de Asuntos Internacionales de la Universidad de Harvard (1992-93); London School of Economics (1992); Hoover Institution (Universidad de Standford, 1993); Universidad de Texas en Austin (1999); Universidad George Washington (2004); Center for Arts & Culture (2006); y Annenberg School of Communication de la Universidad del Sur de California (Los Ángeles) (2009).
En 2016 fue nombrada consultora senior del Fondo para los Objetivos de Desarrollo Sostenible, dependiente de la ONU.
Dirigió el proyecto de investigación Globalization of the media industry and possible threats to cultural diversity en 2000-2001, financiado por el Parlamento Europeo. Fue la investigadora principal en los proyectos: Globalización y pluralismo financiado por el Ministerio de Educación (2002-2005) y Un nuevo modelo de comunicación para instituciones, financiado por el Ministerio de Ciencia e Innovación.

## Publicaciones
Publicó, entre otras, las siguientes monografías:
- Junto con Mercedes Medina, Globalization and pluralism: reshaping public TV in Europe, Odivelas (Portugal), Media XXI, 2010, 242 p. ISBN: 9789898143389
- La política europea del régimen de Franco, 1957-1962, Pamplona, EUNSA, 1992, 476 pp. ISBN: 8431312173
- Repercusión en la política española de la petición de Asociación a la CEE, 1962, Pamplona, Facultad de Ciencias de la Información de la UN, 1991, 534 pp.
- Junto con Elena Gutiérrez-García, Tendencias emergentes en la comunicación de instituciones, Barcelona, Universidad Abierta de Cataluña, 2013, 259 pp., ISBN: 9788490297513